# Salto El Sapo
Salto El Sapo es una caída de agua ubicada al sur de Venezuela, en el municipio Gran Sabana, del Estado Bolívar en la región de Guayana. El Salto se localiza geográficamente en el parque nacional Canaima, muy cerca de la laguna homónima, y en una desviación del río Carrao. El flujo de agua es considerable, especialmente en la época de lluvias (mayo a noviembre). Antes de caer por el salto, las aguas del río Carrao (el mismo que se remonta para llegar al Salto Ángel) se pasan por escalones de piedra, donde forman rápidos.
Del otro lado del río, a lo lejos, se divisan tres tepuyes característicos de Canaima: Zamuro, Venado y Cerbatana. 